# Bellingshausen
Bellingshausen eller von Bellingshausen är en tysk-baltisk adelsätt, ursprungligen från Lübeck, vilken finns representerad på Estlands, Livlands och Ösels riddarhus.

## Några medlemmar i urval
Johann Eberhard von Bellingshausen (1604–1655) erhöll 1636 som generalmajor i svensk tjänst av drottning Kristina det livländska godset Uelzen (nuvarande Urvaste i Estland). 1876 erhöll Peter von Bellingshausen från grenen i Ösel, rysk Baronstitel. Den Estländska grenen utdog på svärdssidan under 1900-talet.
Ätten är också bekant genom den ryska sjöofficeren Fabian Gottlieb von Bellingshausen (1778–1852) som gett namn åt berget Mount Bellingshausen i Antarktis, en kontinent vars upptäckt tillskrivits honom..